# هارفي مونرو هال
هارفي مونرو هال (بالإنجليزية: Harvey Monroe Hall)‏ هو عالم نبات أمريكي، ولد في 29 مارس 1874 في مقاطعة لي في الولايات المتحدة، وتوفي في 11 مارس 1932 في واشنطن العاصمة في الولايات المتحدة.

## وصلات خارجية
- هارفي مونرو هال على موقع الموسوعة البريطانية (الإنجليزية)